# Крутакова, Людмила Борисовна
Людмила Борисовна Крутакова (род. 22 августа 1958, Казань) — советская пловчиха. Двукратная чемпионка СССР (1975, 1976). Мастер спорта СССР международного класса. 

## Биография
Выступала под флагом общества «Динамо» (Харьков) (1973—1976). Тренировалась у Н. Кожух.
Специализировалась в плавании вольным стилем. 
Чемпионка СССР на дистанции 800 м вольным стилем (1975, 1976).
Вице-чемпионка СССР на дистанциях 400 м вольным стилем (1974, 1976) и 800 м вольным стилем (1973, 1974).
Участница  чемпионата Европы 1974 года и чемпионата мира по плаванию 1975 года. Серебряная медалистка Кубка Европы (1976) на 800 м вольным стилем.
Рекордсменка СССР на 400 и 800 м вольным стилем. Рекорды установлены на чемпионате Европы 1974 года в Вене, где она заняла 5-е место на обеих дистанциях.
Окончила Харьковский государственный университет.